# Rudar (film)
Rudar je slovenski dramski film iz leta 2017. Napisala in režirala ga je Hanna Slak. Film govori o odkritju množičnega grobišča v starem rudniku Barbara rov v Hudi Jami, žrtev povojnih pobojev, katere so Titovi partizani leta 1945 pobili in živo zakopali v rudnik. 
Film je bil posnet po avtobiografskem romanu Nihče Mehmedalije Alića, ki je izšel leta 2013 pri Cankarjevi založbi. Bil je edini prijavljeni na izboru za slovenski predlog za oskarja za najboljši tujejezični film. Žirija ga je soglasno podprla.

### Zgodba
Zasavski rudnik je naprodaj in Alija mora raziskati rov, ki je zaprt že od konca 2. svetovne vojne ter napisati poročilo, da v njem ni ničesar. Odkrije zid, sledove krvi, nato pa brezno okostij, ter nadaljuje z delom kljub opozorilu direktorja rudnika, saj je slišal govorice okoliških prebivalcev, da so tam zakopane žrtve povojnih pobojev. Njegov sogovornik je domačin Lojze, ki je v pobojih izgubil očeta. S sabo v rudnik jemlje najstniškega vajenca, ki mu ga je dodelil menedžer rudnika. Mladenič ga tožari. Alija se sooča tudi z neizanteresiranimi policisti in malomarnimi forenziki.
Film prikaže še Alijev odhod iz domače bosanske vasi in njegovo slovo od sestre ter omeni njeno izginotje ob pobojih v Srebrenici in Alijev izbris. Zgodba se zaključi s splošno stavko in Alijevo odpustitvijo, o kateri mu pove brezposelna žena, ki ga čaka na železniški postaji. Sprevodnik ga pokliče in mu seže v roko.

## Financiranje in produkcija
Projekt je ocenjen na 772.000 evrov. Podprl ga je Slovenski filmski center (396.000 evrov). Tehnične storitve je nudil FS Viba film (196.889 evrov).
Druga avdicija je potekala 6. novembra 2015 med 14. in 16. uro v gostinskem prostoru Društva upokojencev Trbovlje. Iskali so moške in ženske med 20. in 60. letom, tudi za vloge delavskih, rudarskih ljudi. Prva avdicija je potekala konec oktobra, na njej so izbrali okoli 30 ljudi.
Snemali so naprej v Zasavju, in sicer v prostorih zgradbe rudnika, na rudniškem dvorišču, v trboveljski gostilni društva upokojencev, na ulici ter na železniški postaji Zidani Most. Prvi kadri so nastali pod tuši v hrastniški »vašhavi«. Vhod v rudnik je bil posnet pri vhodu v Pustov rov na Dolu pri Hrastniku. Na tem koncu Slovenije so s snemanjem končali konec novembra 2015, nato pa so se preselili še v Ljubljano in Škofjo Loko. Rudniški prizori so bili posneti v mežiškem rudniku.
Hanna Slak je v šali povedala, da je v film vložila sedem let dela, na koncu pa nič zaslužila, zaradi česar bi ji v Nemčiji, kjer živi, davčna uprava svetovala prešolanje. Za snemanje filma se je odločila po branju članka Usoda Boštjana Videmška v Delu julija 2010. Pripomogla je k izdaji Alićeve knjige in obiskala njegove rodne kraje. Zgodbo je morala za potrebe filma močno prirediti. Leon Lučev je imel zaradi dela z režiserko Jasmilo Žbanić že znanje bošnjaškega jezika, migrantske slovenščine pa ga je učila ženska, ki je odraščala v priseljenski družini. Za ekipo se je odločil producent Knific, montažer Gojun pa je predlagal glasbo Damirja Imamovića in Tomaža Pengova.

## Odziv medijev, kritikov in gledalcev

### Mediji
Roman Vodeb, rojeni Trboveljčan, je napisal, da si je preobčutljivi Alić v svoji spodleteli knjigi pripisal preveliko vlogo, kar je utemeljil s tem, da se je Barbara rov odprl s sredstvi, pridobljenimi na razpisu, da je bil Alić slučajno zraven in da ena sama, neusposobljena oseba ne bi mogla varno odpreti dlje časa zaprtega jamskega prostora zaradi prisotnosti nevarnih plinov, ki lahko povzročijo zadušitev, zastrupitev ali eksplozijo. Opozoril je še, da dijaki oz. civili ne hodijo v rudnik, da je bil Alić rudarski nadzornik, ne pa pravi rudar, da je postal presežni delavec zaradi poslovnih razlogov ter da so mu delodajalci omogočili upokojitev pod ugodnejšimi pogoji. Zanikal je, da bi vodstvo Rudnika Trbovlje - Hrastnik komurkoli metalo polena pod noge.
Katoliški časopis Družina je pohvalil pogumno držo Alije in njegovih otrok. Filmu je podporo izrazil tudi Dejan Steinbuch s spletnega portala Portal Plus, ki je poboje v hudi jami primerjal z nacističnimi plinskimi celicami, kamboškimi polji smrti in pokolom v Srebenici.

### Kritiki
Jernej Trebežnik je pohvalil lahkotni lik vajenca, tekočo montažo, napeto zgodbo in nizko osvetlitev, ki prikaže osamljenost v rudniku in tesnobo zaostalega Zasavja. Povezava med povojnimi poboji in Srebrenico se mu je zdela prešibka, liku nenaklonjenega Alijevega šefa pa je očital pomanjkanje potrebnega konteksta. Mestoma je za oznako resnične zgodbe pogrešal bolj surov ter manj stiliziran in preprost prikaz.
Marcel Štefančič jr. je napisal, da bošnjak Alija s svojim dobrotništvom priseljencev ne bo rešil pred sovraštvom ter da bo ta mlačni film s svojimi primerjavami navdušil le bralce desničarskih medijev. Pričakoval je, da bo gledalce in same like odkritje grobišča šokiralo, ne pa da vse skupaj izgleda kot poročilo vladne komisije (ocena: »zadržan«).
Denis Valič je pohvalil film, ker se je izognil dnevnopolitičnim manipulacijam in se osredotočil na zgodbo Alije.
Mateo Hočuršćak je napisal, da je Slakova negativna lika vajenca in menedžerja sestavila iz več oseb, zato izpadeta prisiljeno. Lik nadutega menedžerja v obleki in z avtom znamke Smart se mu je zdel tudi preveč stereotipen. Pretirano poenostavljanje je videl še v sovpadanju pokopa srebreniških žrtev in Bašićeve nove zadolžitve. Zmotili so ga tudi pretirani solistični kitarski vložki, vendar je pohvalil preprost in poveden naslov, sanjske sekvence, prikaz Alijevega vsakodnevnega življenja in grenko-sladek konec, ki si ga lahko vsak razloži po svoje.

### Obisk v kinu
Film je videlo 2492 gledalcev.

## Zasedba
- Leon Lučev: Alija Bašić
- Marina Redžepović: Fuada Bašić, Alijeva žena
- Zala Đurić Ribič: Elma Bašić, njuna hči
- Tin Marn: Samir Bašić, njun sin
- Boris Cavazza: domačin Lojze
- Nikolaj Burger: vajenec Tom
- Jure Henigman: menedžer Kamnik
- Boris Petkovič: Faruk

## Ekipa
- fotografija: Matthias Pilz
- glasba: Amélie Legrand
- montaža: Vladimir Gojun
- scenografija: Marco Juratovec
- kostumografija: Tina Bonča
- maska: Tina Lasič Andrejević
- zvok: Gabor Ripli

## Nagrade
- 2018: Štigličev pogled za režijo (podeljuje Društvo slovenskih režiserjev)

### Festival slovenskega filma 2017
- vesna za režijo
- vesna za montažo
- vesna za glavno vlogo

## Izdaje na nosilcih
- Rudar. video DVD. Logatec : Go Partner, 2019